# Mu'a (Tongatapu)

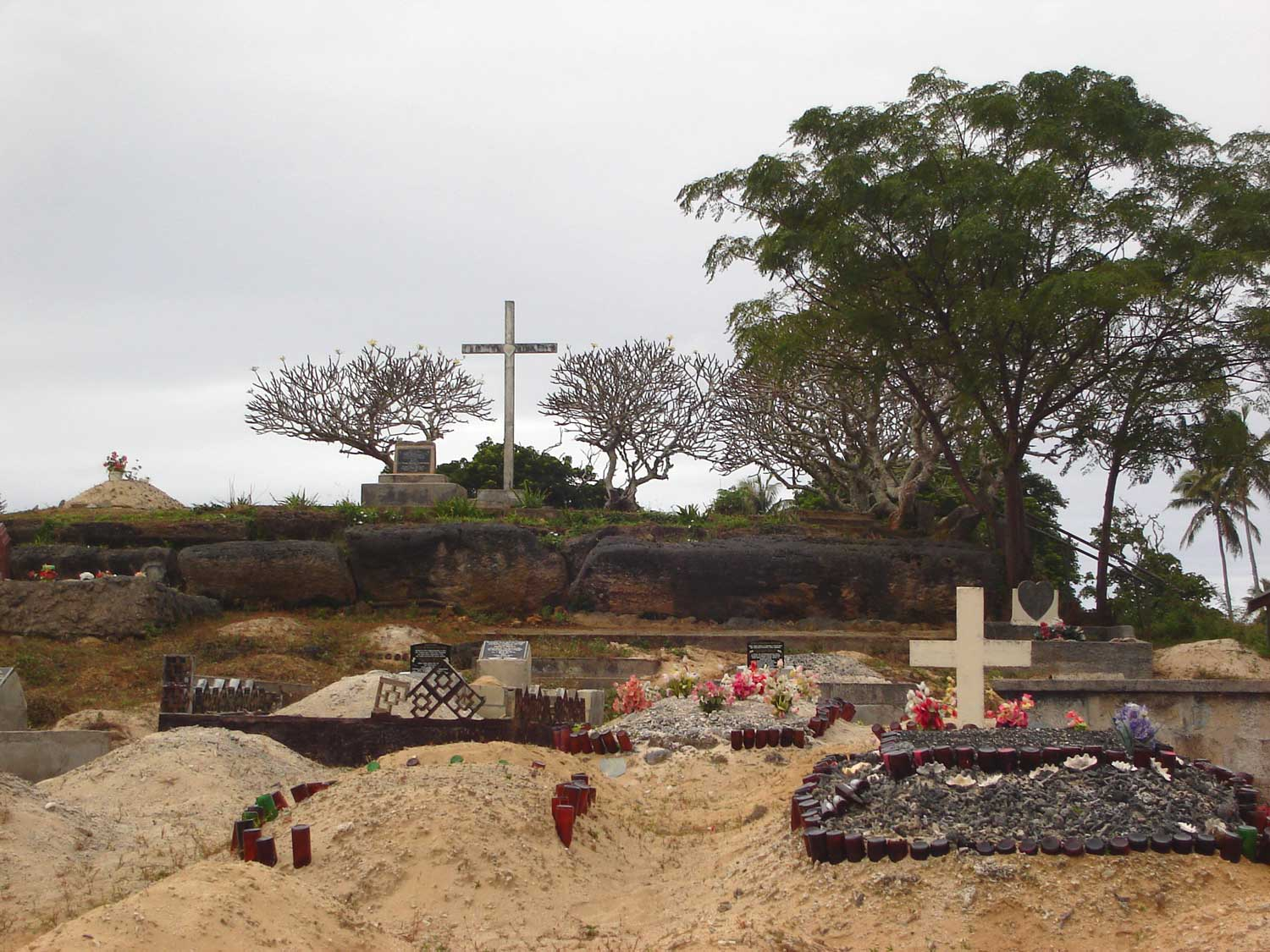
Langi Tu'ofefafa i Lapaha Langi.

Mu'a (tonganska: ko Muʻa) är en stad på Tongatapuön i Tonga i södra Stilla havet. Mu'a var huvudstaden i det Tonganska imperiet från cirka 1220 till 1851. Idag är Mu'a mest känt för gravplatserna Lapaha Langi där Tonganska imperiets kungagravar finns.

## Geografi
Mu'a ligger vid Fanga'utaviken cirka 12 km sydöst om Nuku'alofa. Staden är indelad i 2 distrikt, Lapaha och Tatakamotonga.
Stadens befolkning uppgår till cirka 15 000 invånare varav ca 2 000 bor i Lapaha och ca 1 900 i Tatakamotonga. Förvaltningsmässigt ingår staden i distriktet Hahake (Östra distriktet) i Tongatapu-divisionen.

## Historia
Tongaöarna beboddes av polynesier sedan 2000-talet f.Kr. under Lapitakulturen.
Tongatapuön har alltid varit basen för det tonganska imperiet och en rad fornlämningar vittnar om denna tid. Förutom langiområdet finns även det kända monumentet Ha'amonga 'A Maui nära Niutoua strax nordöst om Mu'a.
Översvämningar och ökande havsnivå tvingade så småningom fram en flytt av huvudstaden från Mu'a till Nuku'alofa.
2007 upptogs Mu'a på Unescos lista över tentativa världsarv.